# Азбуковица
Азбуковица је брдско-планинско подручје у западној Србији, на граници са Републиком Српском. Река Дрина одваја Азбуковицу од општина Сребреница и Братунац у дужини од 38 km. На северозападу је општина Мали Зворник, на северу општина Крупањ, на североистоку Осечина, на истоку Ваљево, а на југу Бајина Башта. Највећи врх је Торничка Бобија на планини Бобији, 1272 метра. Азбуковицу пресеца неколико бујичних река које се уливају у Дрину а најпознатије су Трешњица и Љубовиђа.

## Историја
Азбуковица је била насељена још у праисторији о чему сведоче остаци надгробних хумки из тог времена у Лоњину, и градинска насеља у Рујевцу. У време Римског царства овај крај је припадао провинцији Далмација и кроз њега је пролазио пут који повезује Домавију (садашња Сребреница) и Сингидунум (садашњи Београд). За заштиту тог пута, и пута долином Дрине, Римљани су подигли неколико утврђења Ђурим, Немић, Градац и Кулина-Микуљак. Остаци насеља из римског периода пронађени су и на Врхпољу, Црнчи и Узовници. Зна се да су Римљани користили и руднике у Црнчи, а у Грачаници и данас постоји темељ базилике из четвртог века. Остаци римских грађевина могу се наћи на целој територији Азбуковице, а неколико римских споменика изложено је у Народном музеју у Шапцу.
У средњем веку, Азбуковица је била у саставу Византијског царства, па српских држава. Рудници Липник и Велики Мајдан су коришћени у том периоду. Најстарији званични документ из 1913е године помиње рудник Липник. Из тог времена потиче и мост на реци Љубовиђи код села Горња Љубовиђа. Мост је изграђен на некадашњем караванском путу према Ваљеву и Београду, а у народу је познат као „Латинска ћуприја”. У Горњој Трешњици нађени су остаци средњовековног Великог и Малог града, а споменици из тог времена постоје у Узовници, Рујевцу, Црнчи и Горњој Трешњици.
Азбуковица је постала део Османског царства одмах после пада Смедерева 1460. године. Због значаја рудника Црнча, ова област је била царски хас (царски феудални посед). Турци су јој дали назив хас Буковица по највећем тадашњем селу Буковици и из тога је настао садашњи назив краја — Азбуковица. Турци ће утврдити, ојачати и населити средњовековну тврђаву Соко град, која ће бити неосвојива све до предаје 1863. године када је и порушена. Данас се, подно турских грађевина, на том месту налази манастир Светог Николе.
Љубовија (на место где је данас Стара Љубовија) је 1860. постала среско место а 1871. године, указом Милана Обреновића, варошица. Међутим, већ 1896. године хировита Дрина ће Љубовију сравнити са земљом и она се од тада развија на садашњем месту, око три километра узводно и мало удаљена од Дрине.
У Првом светском рату народ овог краја много је страдао у одмаздама после великих битака на Гучеву и Мачковом камену. Неколико села испод Мачковог камена дочекало је крај рата без половине мушког становништва. У Другом светском рату Азбуковчани су поделили трагедију српског народа учествујући од 1941. године у оба покрета — четничком и партизанском. Због овог првог ће читав крај 30 година испаштати потпуно занемарен од стране Републике Србије. То је и појачало стално присутно исељавање становништва.
После Другог светског рата, 1947. године, села Гуњаци, Драгодол, Пецка, Скадар, Коњиц и Пуљези су прешли из азбуковачког у подгорски срез, и касније постали део општине Осечина.
Ово подручје су кроз историју насељавали становници из Црног Врха, Босне и Херцеговине па и Далмације, али су се углавном кратко задржавали и селили даље где су бољи услови за живот. Према попису из 2002. године општина Љубовија има око 17.052 становника, а 1961. године имала је 25.000 становника. Знатан део одселио се у Мачву, али и Срем, подручје Ваљева, Новог Сада, Београда и других градова. Највеће место је Љубовија са око 5.000 становника а постоји још 26 углавном мањих села од којих су највећа Црнча и Врхпоље.

## Крива торба
Азбуковчане други називају „кривоторбићи”, по шареним тканим торбама које накриве преко рамена када крену у варош. Некада је тако било.

## Хидроелектране
Пре неколико деценија у плану је била изградња још две хидроелектране на Дрини: „Дубравице”, низводно и „Тегаре”, узводно од Љубовије, као и једне на реци Љубовиђи. Оне нису изграђене, али због постојећих акумулационих језера хидроелектрана у Малом Зворнику и Бајиној Башти и климатских промена, Љубовија има изразито много магловитих дана.

## Познати мештани
Најстарији међу познатим Азбуковчанима је Петар Протић Сокољанин, који је био један од првих доктора наука у Србији. Докторирао је правне науке у Хајделбергу 1854. године, а био је песник Дружине младежи српске.
Овде је рођен Нифонт Павловић, српски архимандрит и игуман Манастира Богоштице.
У породичној кући у Дринској улици у Љубовији, рођен је српски генерал Боривоје Тешић (1957—2017). Био је командант српске Жандармерије, заменик команданта Гардијске Бригаде, и водио је велики број војника у ратовима у Братунцу, Сребреници и Вуковару. Сахрањен је у Љубовији.
Из Доње Оровице потиче шаховска легенда Светозар Глигорић, а из Дрлача глумац Ненад Ненадовић. Љубитељи фудбала памте Милана Крстића које је тренирао велики број клубова у Југославији и Тунису, као и Богољуба Бобу Ковачевића, играча некадашњих прволигаша „Наших Крила”, и „Мачве” из Шапца.
Такође, у Љубовији је рођен Милован Бркић истакнути новинар и колумниста, глумац Ненад Окановић и писац Славиша Павловић.